# 鉄道ダイヤ情報
『鉄道ダイヤ情報』（てつどうダイヤじょうほう）は、『JR時刻表』を刊行する交通新聞社が発行している鉄道ファン向けの雑誌。『DJ』という略称がある。月刊の鉄道雑誌ではもっとも早い毎月15日に発売していたが、2023年から他の鉄道雑誌と同じ21日発売へ変更された。これは、時刻表の発売日に合わせたものと思われる。

## 概要
JRグループ公認時刻表の『JR時刻表』を出している会社が刊行していることもあり、JRグループの列車のダイヤグラムに関する情報や新型車両の公式発表が多いことが特色である。臨時列車やイベント列車、甲種輸送など多様な列車のダイヤが掲載されている。
このため特集もJRグループに関するものがメインとなるが、毎年1回ペースで大手私鉄を中心とした私鉄特集も行われている。
1972年の創刊当時は「国鉄協力」を謳った『SLダイヤ情報』（エスエルダイヤじょうほう）という名称で、蒸気機関車 (SL) の撮影情報を掲載していた。蒸気機関車全廃後の1976年に「鉄道ダイヤ情報」へ改題され、1985年より月刊化された。特徴として毎月、折込付録として東日本旅客鉄道（JR東日本）、西日本旅客鉄道（JR西日本）を主体とした路線のダイヤグラムが入っている。ダイヤグラムは以前は本文中にあり、綴じしろの部分が解読できない欠点があったが、2001年以降折込の形態に変更したことでこの問題は解消された。ただし例外的に本文中に掲載される場合もある。そのため、この雑誌の読者には「撮り鉄」と呼ばれる写真撮影をメインにした趣味活動をしている者も多い。
2014年から、ラジオ日本などで放送中のラジオ番組「斉藤雪乃のイチバンセン!」に編集長らが同席し、鉄道ニュースの内容を解説したり、本誌最新号の内容を紹介したりしている。

## 連載内容
- VIVA!DRAFT - 蒸気機関車牽引列車の情報
- DJ NEWS FILE
- 鉄道写真21DJ フォトコンテスト
- 四季を走る鉄道（季節毎年4回）
- スクエアの世界（2010年1月号で連載終了）
- 漢流鉄写録

## DJ鉄道楽ナビ
DJ鉄道楽ナビは、交通新聞社が2016年12月に配信開始したモバイルアプリケーション。『鉄道ダイヤ情報』本誌の掲載締切に間に合わなかった情報や、鉄道車両の所属する車両基地の情報を検索できる「車両のねどこ」、「デジタルJR時刻表 Lite」と連動させると使える「上下線同時表示」・「在来線臨時列車一覧」などの機能がある。